# マリレンクネーデル

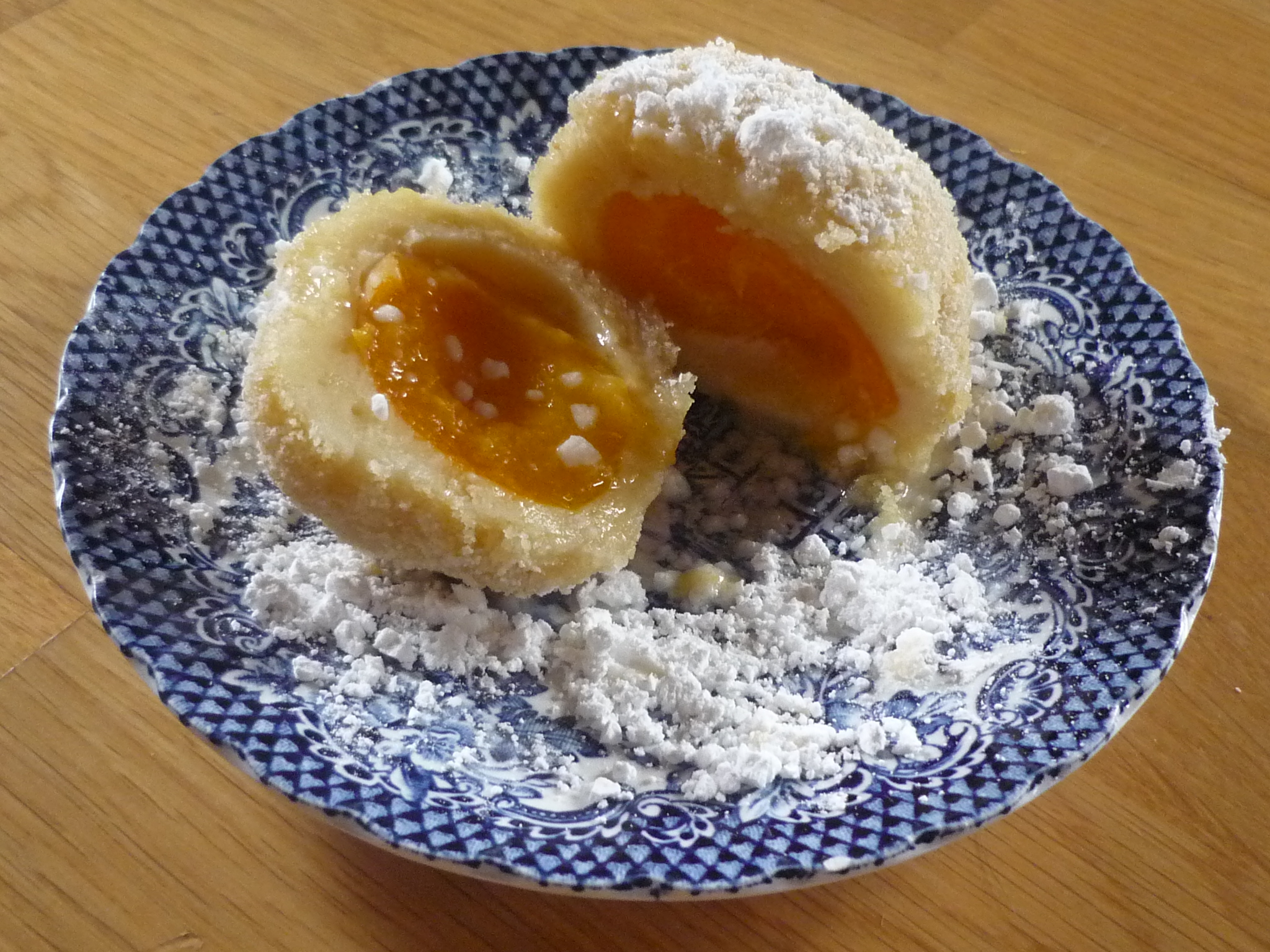
粉砂糖をまぶしたマリレンクネーデル（カットしたもの）

マリレンクネーデル（ドイツ語: Marillenknödel）は、アプリコットを入れたクネーデル。オーストリアやチェコの伝統料理。

## 概要
クネーデル生地のレシピは作る家庭などによってさまざまであるが、主な材料は小麦粉、フレッシュチーズ、ジャガイモなどである。種を抜いたアプリコットを丸ごとクネーデル生地で団子状にして茹でた後、バターでローストしたパン粉を表面にまぶし、全体をローストする。仕上げとして粉砂糖を振る。
オーストリアでは、特に人気の高いデザートである。
ウィーンでは、アプリコットは6月が旬で、マリレン（marillen）と呼ばれるアプリコットの果実は、そのまま食べられるほか、ジャムにしたり果実酒にしたりペイストリーにしたりするなど、さまざまに食されている。
オーストリア北部のドナウ川流域に位置するヴァッハウ渓谷にて採れるアプリコットは特に有名で、旬の時期になるとヴァッハウ渓谷の村々ではアプリコットのアイスクリーム、ジャム、果実酒の販売が始まる。

## 歴史
クネーデルは、中世の農民がありあわせの材料で作ったのが始まりとされる。時代が下るとクネーデルのレシピは洗練され、貴族の食卓にも登る料理となった。
17世紀から18世紀にかけては、以前は貴重だった砂糖漬けも果物も豊富に作られるようになった。木の棒に刺した砂糖漬けのブドウ、プラム、ナッツが好まれるようになり、そういった果物をチョコレートやマジパンで包んだ菓子が誕生する。チョコレートやマジパンは高価であったので、安価なクネーデルで包んだのが、マリレンクネーデルなどのフルーツクネーデルの発祥となる。1699年の料理書によれば、ボヘミアの料理人によってウィーンにフルーツクネーデルがもたらされたとされる。
ジャガイモは16世紀にスペインによってアメリカ大陸からヨーロッパに伝わったが、食用としてはなかなか普及しなかった。オーストリアでは、マリア・テレジアがジャガイモの栽培を推奨したが、オーストリアの一般家庭の食卓にジャガイモが広まったのは19世紀になってからである。